# أنيدولافنجين
أنيدولافنجين (بالإنجليزية: Anidulafungin)‏ (الأسماء التجارية: Eraxis (في الولايات المتحدة وروسيا)، Ecalta (في أوروبا)) تم تصنيعه في الأصل Anidulafungin وتم تقديمه للحصول على موافقة إدارة الاغذية والعقاقير بواسطة Vicuron الصيدلة. فايزر حصلت على الدواء بناء على استحواذها على شركة Vicuron في خريف عام 2005.
انيدولافانغين (Anidulafungin) هو مضاد فطري من زمرة ايكينوكاندين فعال ضد الرشاشيات Aspergillus و أنواع المبيضات.

## الاستعمال الطبي
يستخدم في معالجة داء المبيضات في الدم، داء المبيضات المريئي، والأنواع الأخرى من داء المبيضات الغازية.
يعطى انيدولافانغين عبر التسريب الوريدي، المعدل الذي يجب ألا يتم تجاوزه هو 1.1 مغ/دقيقة. جرعة التحميل لداء المبيضات في الدم وداء المبيضات الأخرى الغازية هي 200 مغ تعطى في اليوم الأول متبوعةً بـ 100 مغ يومياً بعد ذلك. جرعة التحميل لداء المبيضات المريئي هي 100 مغ متبوعةً بـ 50 مغ يومياً.

## آلية التأثير
يثبط انيدولافانغين تصنيع الغلوكان، وهو أنزيم مهم لتشكيل بيتا (1,3)- د – غلوكان β (1,3)-D-glucan وهو مكون رئيسي في جدار الخلية الفطرية. تصنيع الغلوكان غير موجود في الخلايا الثديية ولذلك فهو هدف جذاب للفعالية المضادة للفطريات.

## نصف التصنيع
انيدولافانغين مصنع عبر نصف التصنيع. المادة البدئية هي ايكينوكاندين ب echinocandin B ، وهو مركب الاختمار للرشاشيات المعششة Aspergillus nidulans، ملحوقاً بثلاث خطوات تصنيعية.

## الحرائك الدوائية
تتحقق التراكيز البلازمية الثابتة لانيدولافانغين بعد جرعة التحميل الأولى، التصفية الجهازية هي تقريباً 1 ليتر/ساعة ونصف عمر الإطراح النهائي هو 40-50 ساعة.
يرتبط انيدولافانغين حوالي 84% لبروتينات البلازما وحجم الإطراح هو 30 إلى 50 ليتر. لا يستقلب، ولكنه يخضع للتدرك الكيميائي البطيء إلى ببتيدات متدركة غير فعالة.
يطرح أقل من 10% من الدواء السليم في البراز وأقل من 1% يطرح في البول.

## التأثيرات الجانبية والاحتياطات
كما هو الحال بالنسبة ل كاسبوفانغين (انظر كاسبوفانغين)
لا يتطلب تعديل الجرعة عند مرضى الفشل الكلوي أو الفشل الكبدي.

## التداخلات
يتوقع القليل من التداخلات الدوائية مع انيدولافانغين، حيث أنه لا يستقلب بوساطة نظام السيتوكروم P450 الكبدي وتقريباً لا يحدث تصفية كلوية.

## التأثير المضاد للجراثيم
كما هو الحال بالنسبة لـ كاسبوفنجين (انظر كاسبوفنجين).